# Episodi di Kevin Spencer (settima stagione)
La settima stagione della serie animata Kevin Spencer, composta da 13 episodi, è stata trasmessa in Canada, da The Comedy Network, dal 31 ottobre 2004 al 13 febbraio 2005.
In Italia la stagione è inedita.
| nº | Titolo originale        | Prima TV USA     |
| -- | ----------------------- | ---------------- |
| 1  | Legitimate Claims       | 7 novembre 2004  |
| 2  | Blow Job                | 14 novembre 2004 |
| 3  | Urban Trans-Hit         | 21 novembre 2004 |
| 4  | Games Without Frontiers | 28 novembre 2004 |
| 5  | Black Like Percy        | 5 dicembre 2004  |
| 6  | The Heroic Spencers     | 12 dicembre 2004 |
| 7  | The Buck Stops Here     | 19 dicembre 2004 |
| 8  | Quest                   | 9 gennaio 2005   |
| 9  | One Grand Annoyance     | 16 gennaio 2005  |
| 10 | Uncle Lester            | 23 gennaio 2005  |
| 11 | Treble Charger          | 31 ottobre 2004  |
| 12 | Demolition Derby        | 6 febbraio 2005  |
| 13 | Booze Club              | 13 febbraio 2005 |